# Trollkors
- Övre vänster: Trollkors på underredet till ett bockbord från Vendels socken.
- Övre höger: Trollkors ovanför portarna till ett portlider i Brogården, Bälinge socken.
- Undre vänster: Trollkors på gryta av malm från Vendels socken.
- Undre höger: Trollkors flankerad av horn på en gryta.

Trollkors är ett äldre magiskt skyddsmärke i form av ett kors på ett föremål eller över en ingång för att hindra troll eller onda makter från att ta sig in i en bostad och skada människor eller deras ägodelar. Trollkors verkar främst ha förekommit i Uppland, men liknande märken har förekommit även i Norge.
Korset skars eller ristades bland annat över ingångar som dörrar, portlider, fönster och samt på föremål och det förekom med olika magiska ornamentik. I vissa fall flankeras dessa trollkors av ett par horn.